# Always on Time
Always on Time è un brano musicale del 2001 del rapper Ja Rule a cui partecipa la cantante R&B Ashanti, prodotto da Irv Gotti.

## Descrizione
La musica è stata composta da 7 Aurelius, Irving Lorenzo e lo stesso Ja Rule.

## Successo commerciale
Il brano, pubblicato come singolo estratto dall'album Pain Is Love, negli Stati Uniti è stato il secondo numero uno per Ja Rule ed il primo per Ashanti.
Nel Regno Unito il disco è stato certificato disco di platino, con oltre 600.000 copie vendute.
Il singolo è rimasto per due settimane al vertice della Billboard Hot 100 dal 23 febbraio 2002, ed è stato scalzato da un altro duetto di Ja Rule Ain't It Funny (Murder Remix), cantato insieme a Jennifer Lopez.

## Riconoscimenti
Nel 2009 la rivista Billboard ha nominato il brano "il trentatreesimo maggior successo R&B degli anni duemila" nella sua lista.

## Tracce
CD-Maxi Def Jam 588 929-2
1. Always On Time (Radio Edit) - 4:05
2. Always On Time (Explicit Album Version) - 4:06
3. Always On Time (Instrumental) - 4:03
4. Always On Time (Video)

## Classifiche
| Classifica (2001–2002)               | Posizione più alta |
| ------------------------------------ | ------------------ |
| Australia                            | 3                  |
| Paesi Bassi                          | 12                 |
| Regno Unito                          | 6                  |
| Svizzera                             | 4                  |
| Francia                              | 45                 |
| Belgio (Fiandre)                     | 22                 |
| Belgio (Vallonia)                    | 26                 |
| Svezia                               | 45                 |
| Norvegia                             | 17                 |
| Nuova Zelanda                        | 2                  |
| U.S. Billboard Hot 100               | 1                  |
| U.S. Billboard Hot R&B/Hip-Hop Songs | 1                  |
| U.S. Billboard Rhythmic Top 40       | 1                  |
| U.S. Billboard Hot Rap Songs         | 1                  |
| U.S. Billboard Hot Rap Singles       | 4                  |
| Canada                               | 2                  |